# آگراندیسور

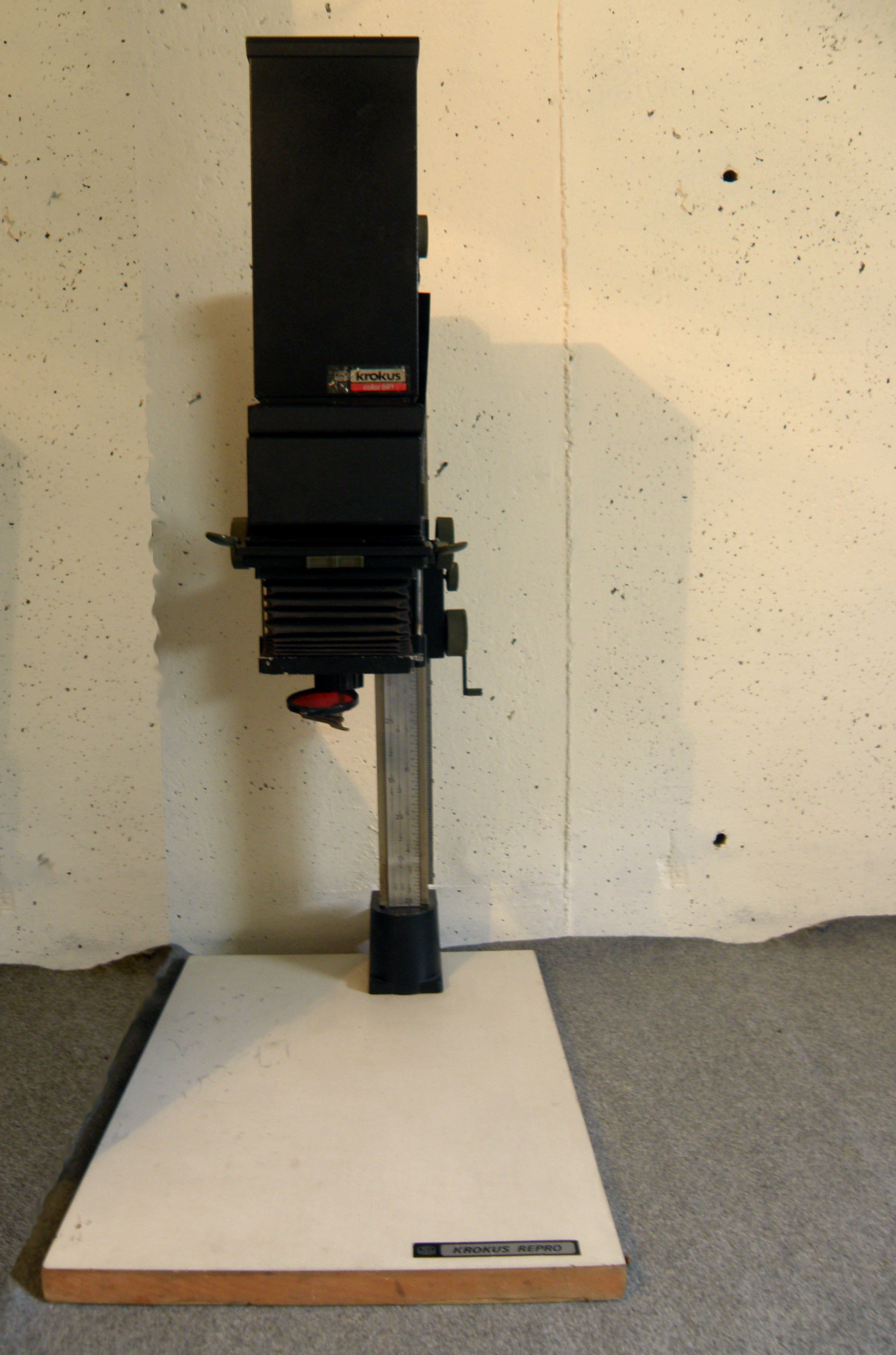
آگراندیسور قطع متوسط کروکس.

آگراندیسور، ( فرانسوی: Agrandisseur‎) دستگاهی است برای چاپ عکس در اندازه‌های بزرگتر یا کوچکتر از اندازهٔ اصلی نگاتیو یا اسلاید.

## ساختار
تمامی آگراندیسورها از یک منبع نور، که معمولاً یک لامپ روشنایی است، یک کندانسور یا شیشه مات و یک لنز مخصوص تشکیل شده‌اند. نور لامپ بعد از عبور از کندانسور یا شیشه مات به نگاتیو می‌رسد. نگاتیو به وسیلهٔ یک سیستم نگهدارنده به صورت ثابت در زیر این نور و قبل از لنز قرار دارد.
آگراندیسور را در تاریکخانه بر روی میز محکم و بدون لرزشی قرار می‌دهند. بعضی از آگراندیسورهای تجاری خود شامل محفظهٔ تاریکِ جداگانه‌ای هستند که کار در نور روز را امکان‌پذیر می‌سازد.

## روش کار
فاصله کلاهک هر آگراندیسوری با میزی که کاش کاغذ (وسیله ای که کاغذ عکاسی در آگراندیسور روی آن قرار میگیرد) روی آن قرار می‌گیرد، متغیر و قابل تنظیم است. این قابلیت باعث دستیابی به اندازه‌های مختلفی از تصویر و چاپ می‌شود.

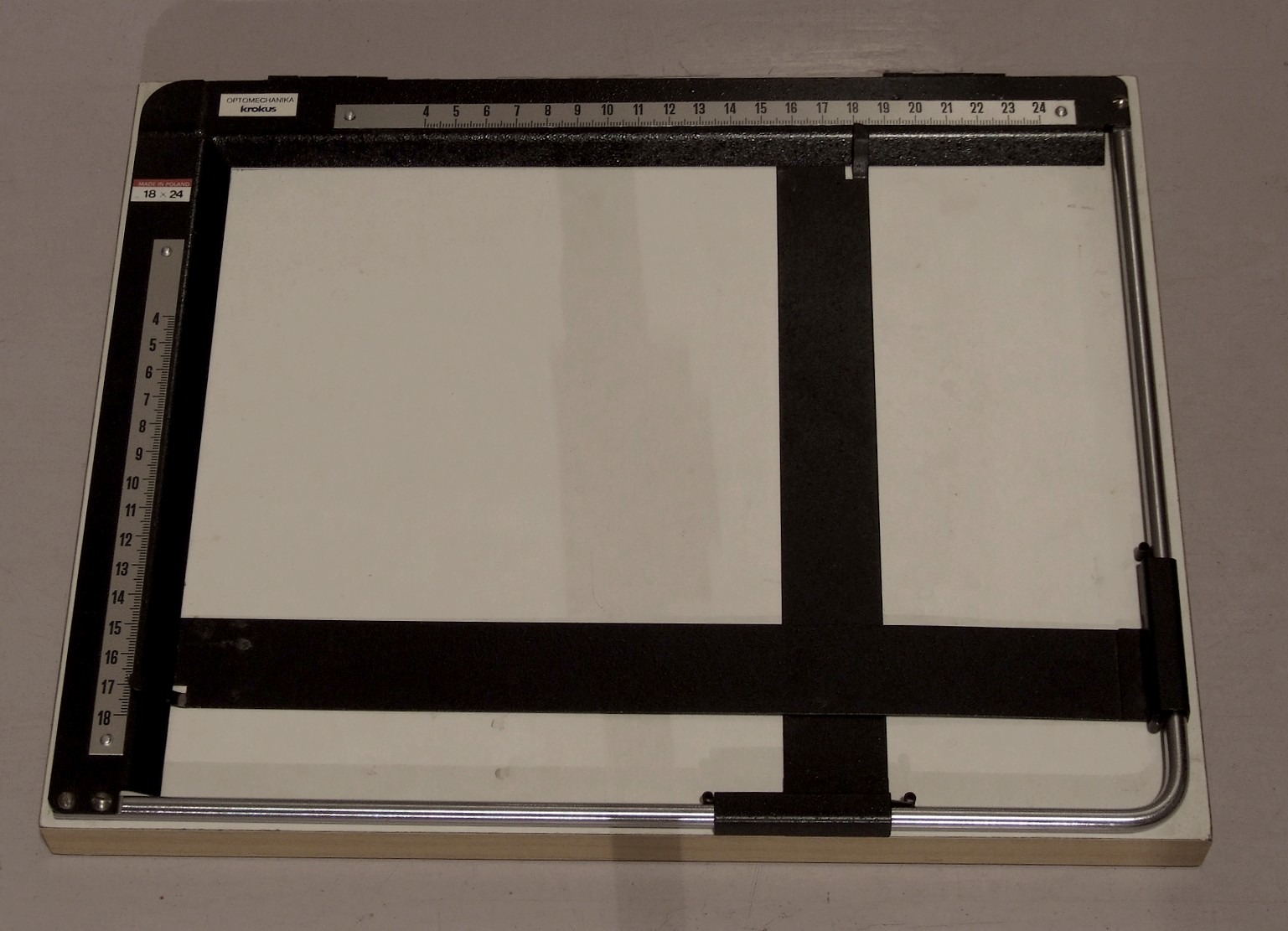
یک کاش کاغذ
تاثیر تغییر فاصله کلاهک بر اندازه تصویر
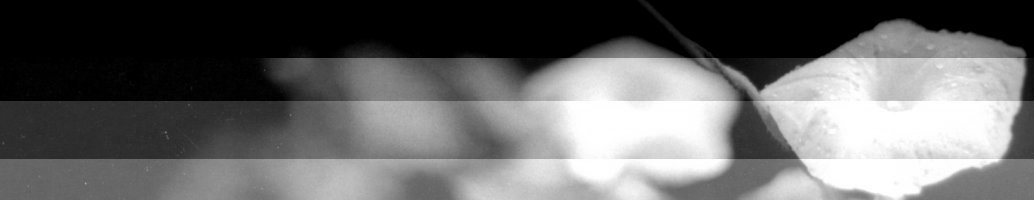
تست چهار مرحله‌ای برای بدست میزان نوردهی

کار عملی
با قرار دادن نگاتیو در محل خود و روشن نمودن منبع نور تصویر ناواضحی از نگاتیو را بر روی صفحه کاغذ خواهیم داشت. برای بدست آوردن اندازه دلخواه صفحه مذکور یا کلاهک را (بسته به طراحی کارخانه) بالا و پایین می‌بریم. بعد با دسته تنظیم محل لنز، تصویر را فوکوس کرده به انجام تست میزان نور پرداخته و چاپ اصلی را انجام می‌دهیم.

## نگارخانه

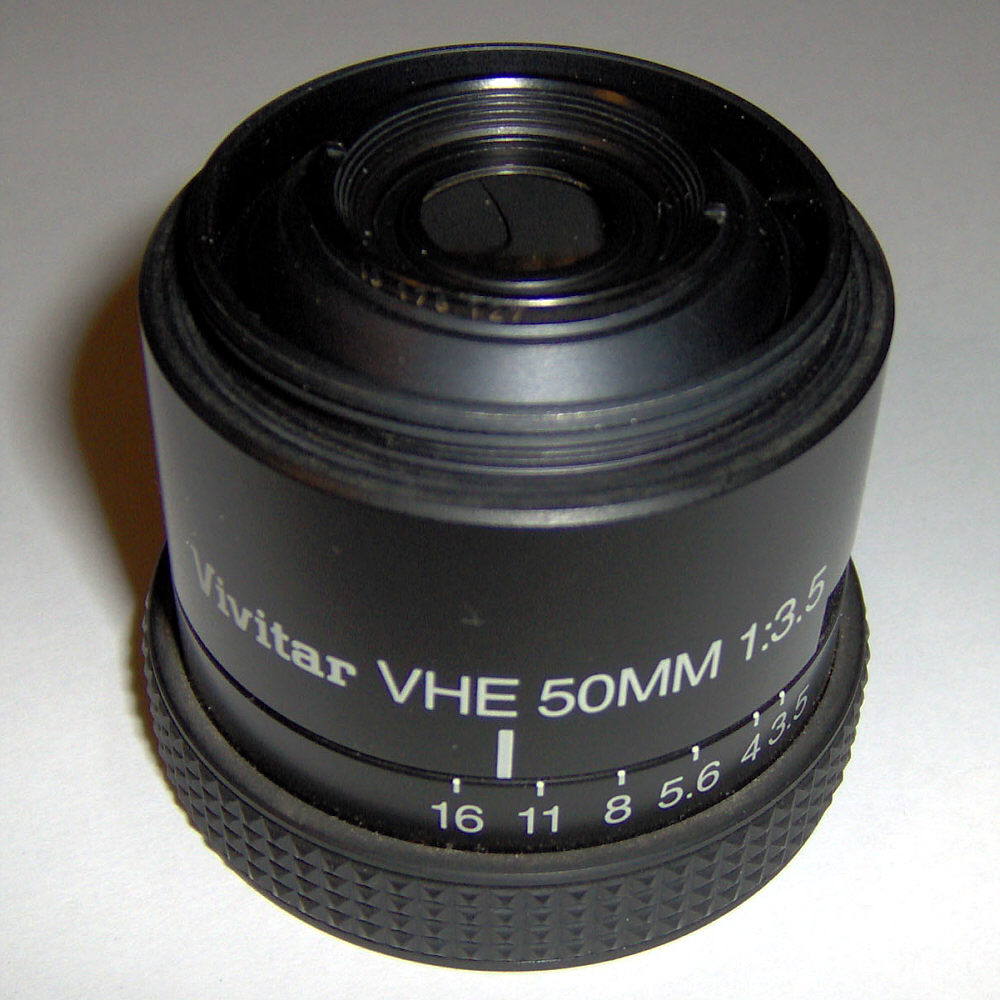
یک لنز ویویتار f=۵۰ برای آگرانیسور ۳۵ میلیمتری
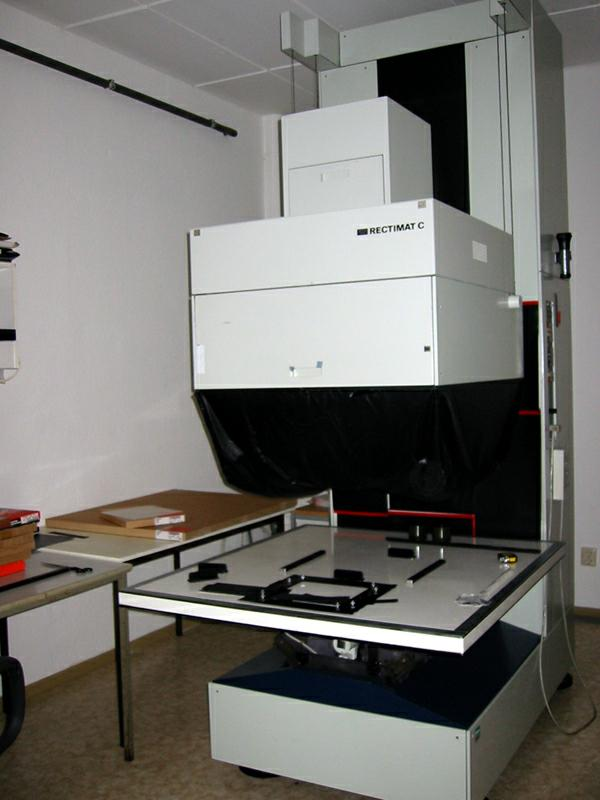
یک آگراندیسور اتوماتیک نور روز
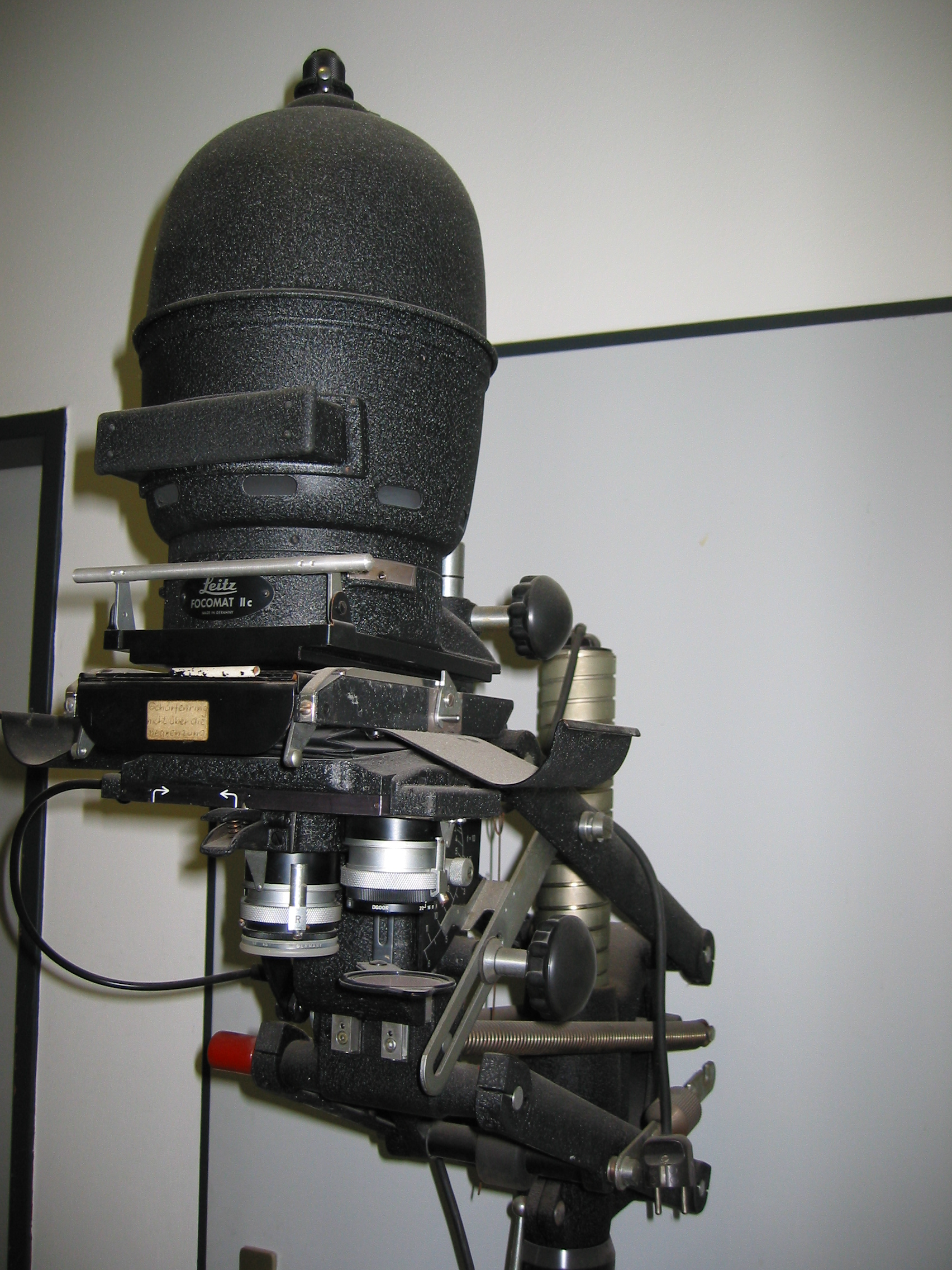
لایتز فوکومات
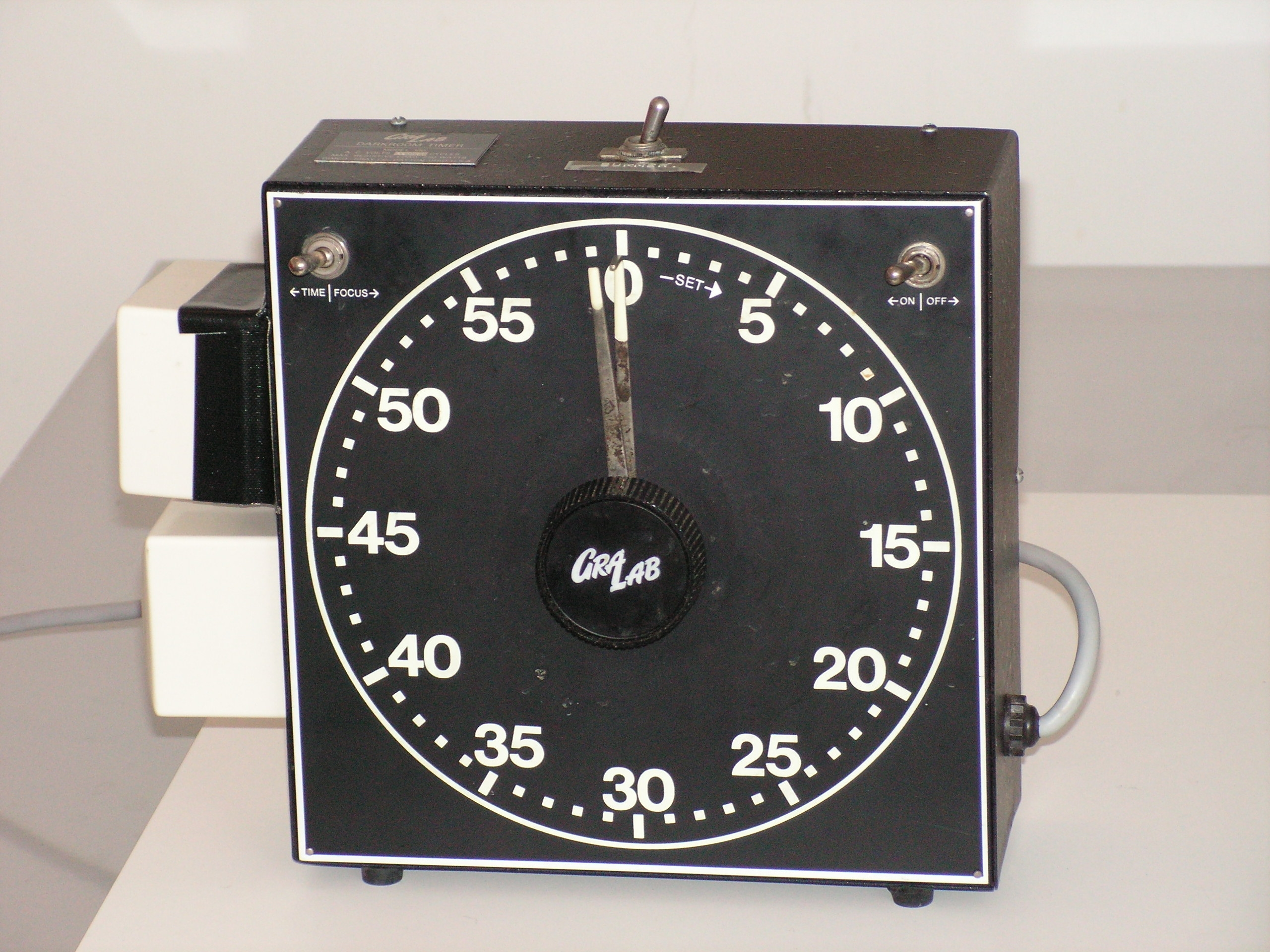
تایمر تاریکخانه
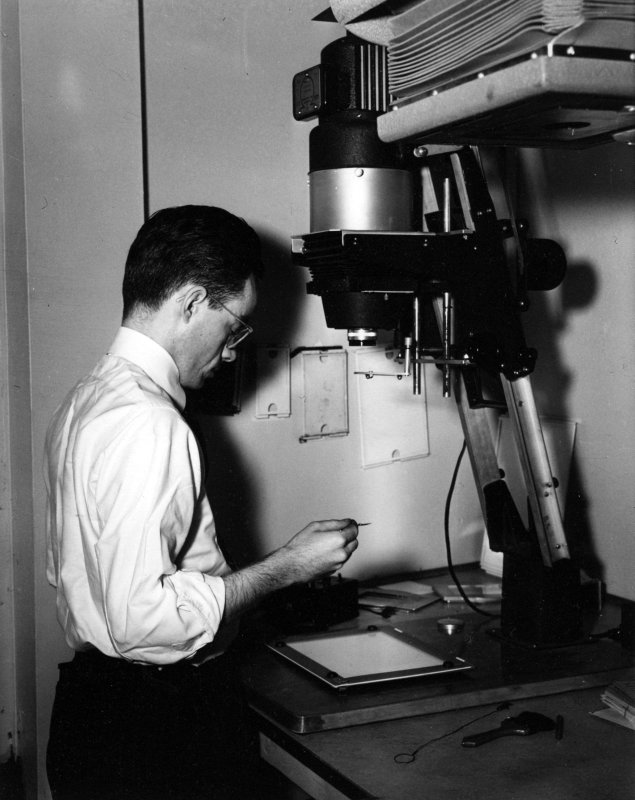
کار با آگراندیسور
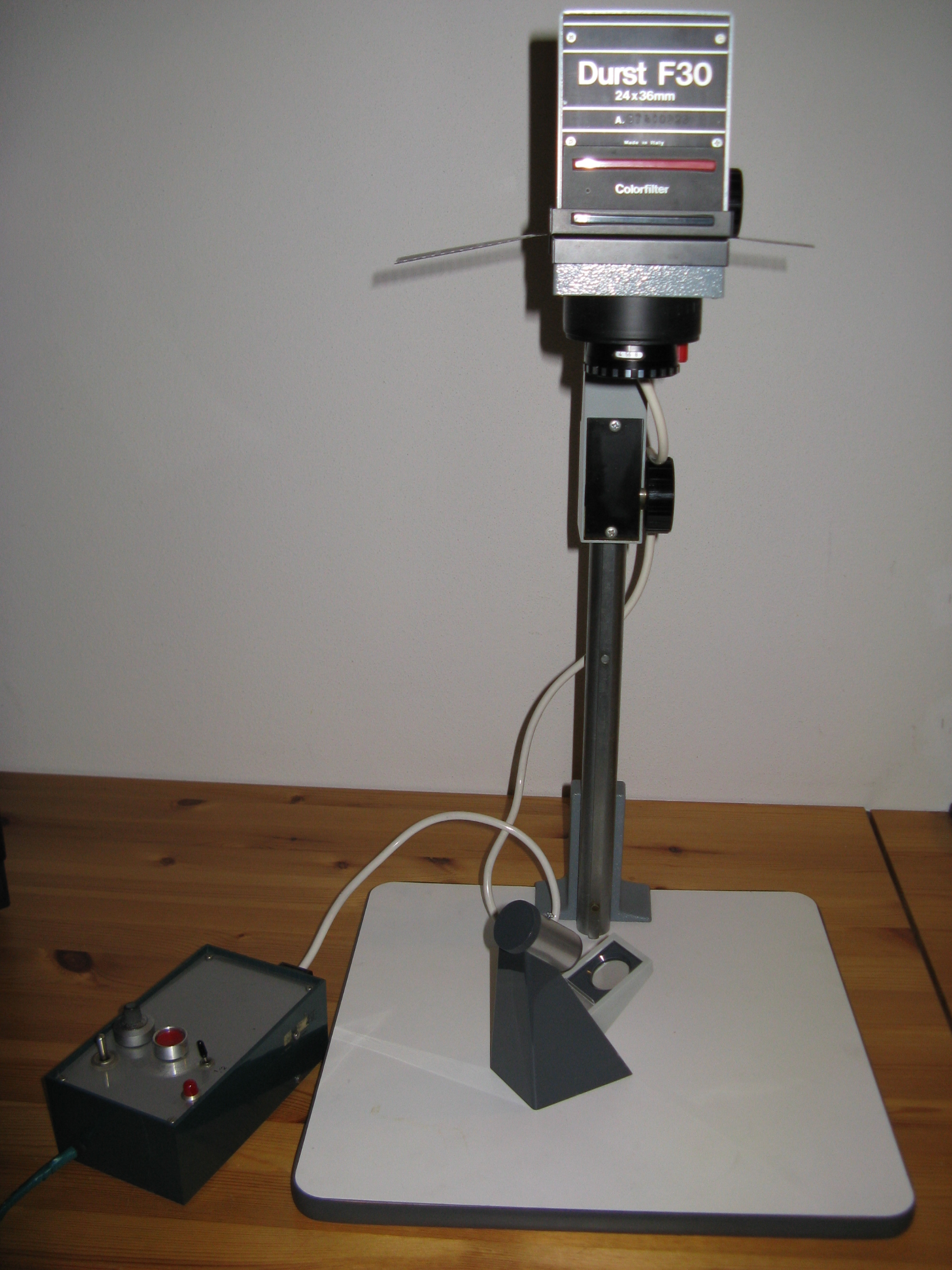
دورست اف ۳۰
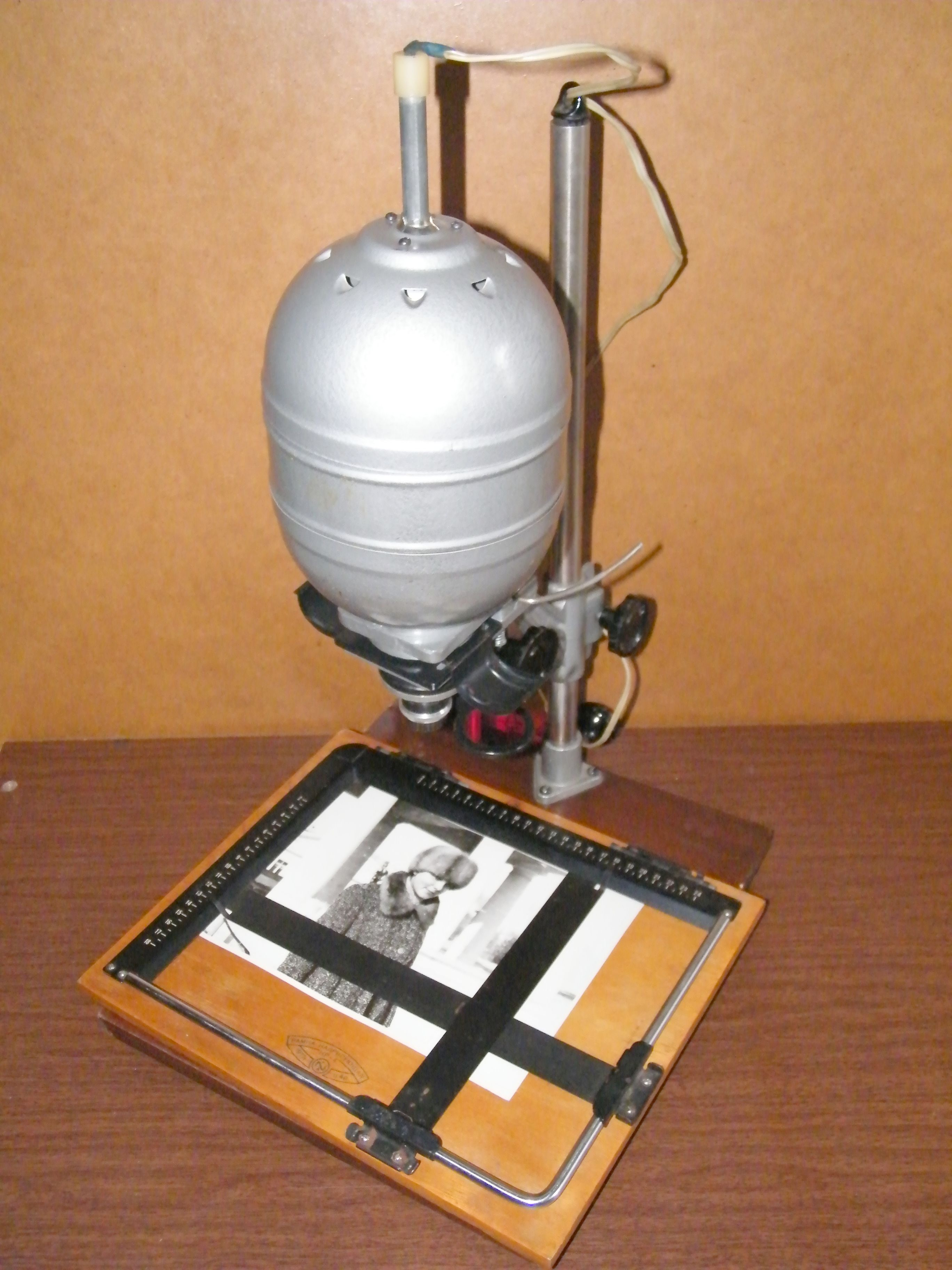
آگراندیسور روسی
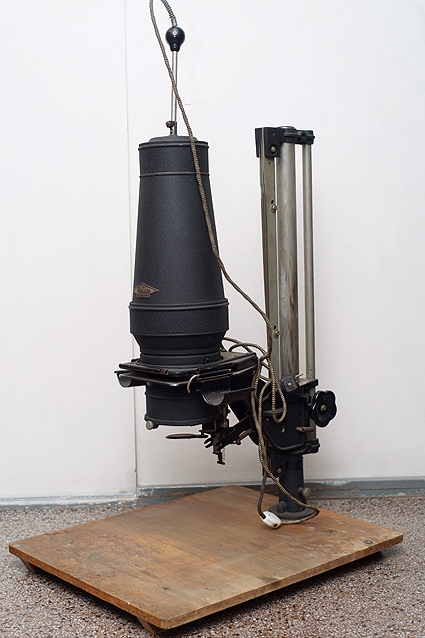
آگراندیسور فیلموستو آلمانی
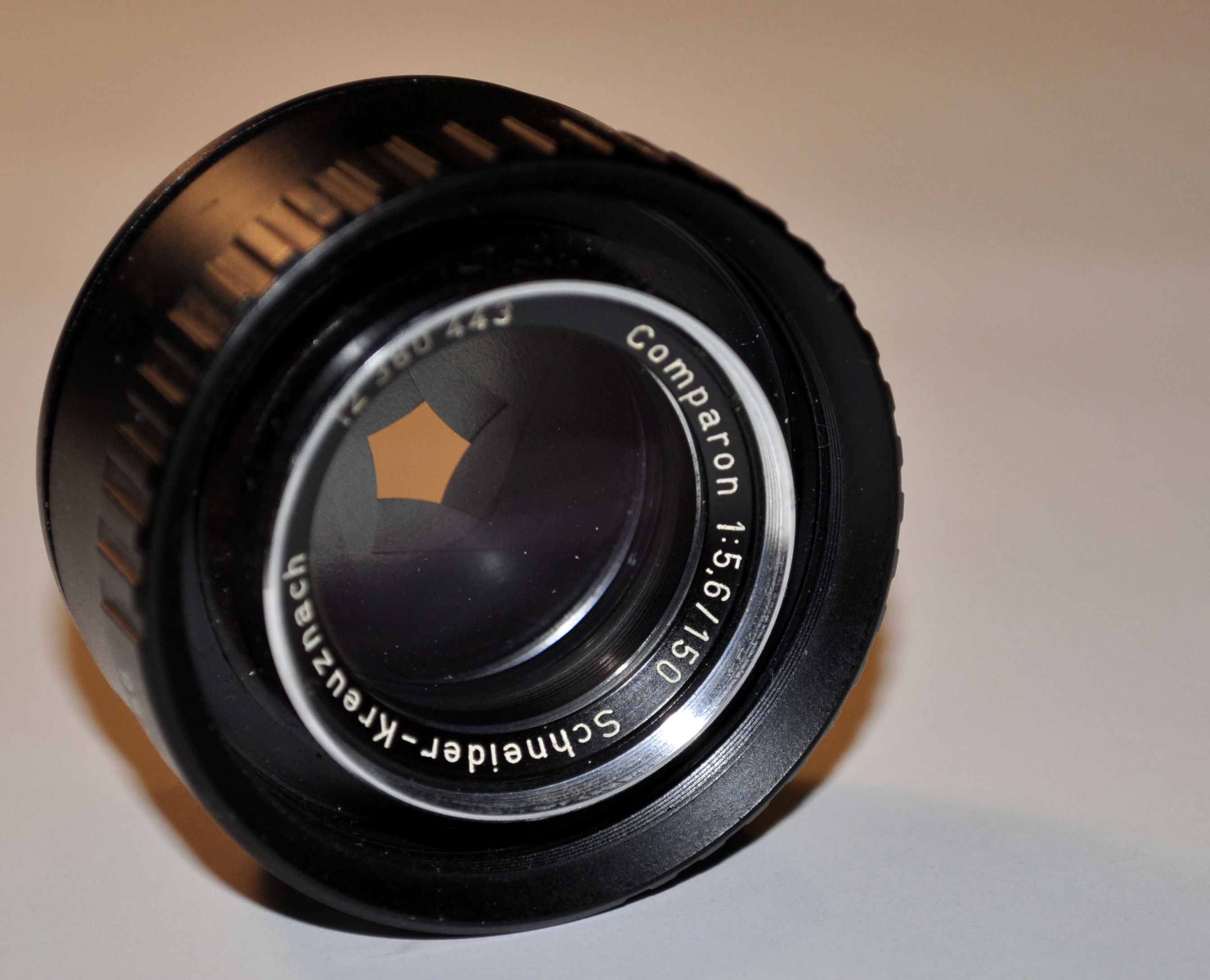
لنر شنایدر آگراندیسور با اف ۱۵۰ میلیمتری
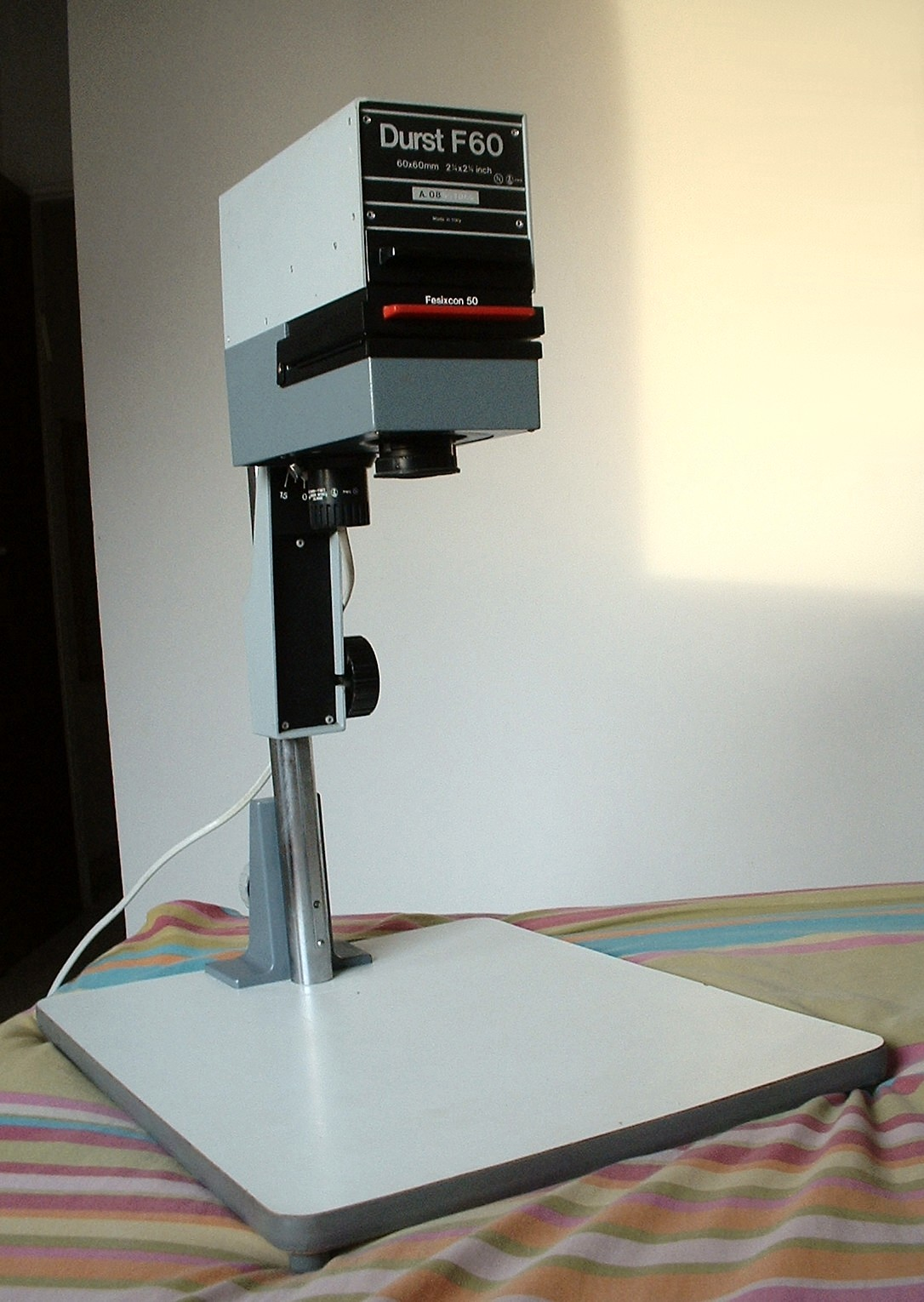
یک آگراندیسور سیاه و سفید دورست - ایتالیا

## شرکت‌های سازنده مشهور
- لایکا،
- دورست،
- دان کو،
- مئوپتا،
- کروکس،
- بسلر،
- اومگا،
- فوجی ماتو،
- بئوگن،